# Georgette Cottin-Euziol
Georgette Cottin-Euziol, née le 7 mai 1926 à El Affroun (Algérie) et morte le 11 avril 2004 à Antibes, est une architecte franco-algérienne.

## Biographie
Georgette Cottin est la fille de Gabriel Louis Cottin, comptable, et de Céline Rosalie Lecucq, institutrice. Durant la guerre, elle participe à des actions de résistance à Alger et rencontre Henri Alleg.
Elle entre à l'École des Beaux-Arts le 15 mars 1948 et en sort diplômée le 28 novembre 1956. Durant sa scolarité, elle fréquente les ateliers de Georges Gromort, Louis Arretche et de Pierre Vivien.
Elle commence sa carrière d'architecte en Algérie qu'elle doit quitter temporairement en 1961, du fait de ses positions politiques pour l'indépendance du pays. Après l'indépendance, elle obtient la nationalité algérienne en 1964 avant de quitter définitivement le pays en 1978 et de s'établir, avec son époux le maître d'œuvre Claude Euziol, à Juan-les-Pins. 
Elle réalise des ouvrages en Algérie, en France et en Russie.
Elle a déposé ses archives aux Archives départementales des Bouches-du-Rhône (fonds 138J).

### Œuvres
- Préfecture de Tizi-Ouzou
- Reconstruction de la bibliothèque universitaire d'Alger, détruite par l'attentat du 7 juin 1962
- Programmes immobilier dans la banlieue d'Alger : Le Ruisseau, Kouba, Bouzaréah
- Projets non réalisés pour la reconstruction de Grozny
- Piscine municipale à Breil-sur-Roya
- Gendarmerie à Monaco